# کوه کایرنس
کوه کایرنس (به انگلیسی: Mount Cairnes) یک کوه در کانادا است که در Kluane National Park and Reserve واقع شده‌است. کوه کایرنس ۲٬۸۱۰ متر بالاتر از سطح دریا واقع شده‌است.